# World Series 1933
Le World Series 1933 sono state la 30ª edizione della serie di finale della Major League Baseball al meglio delle sette partite tra i campioni della National League (NL) 1933, i New York Giants e quelli della American League (AL), i Washington Senators. A vincere il loro quarto titolo furono i Giants per quattro gare a una.
I Giants conquistarono il loro primo titolo dal 1922 grazie ai lanciatori "King" Carl Hubbell e "Prince" Hal Schumacher. Il proprietario di maggioranza John McGraw si era ritirato come manager nel 1932 dopo trent'anni alla guida della squadra, nominando il suo protégé, il prima base Bill Terry (che recentemente era diventato l'ultimo giocatore della National League a tenere una media battuta di. 400 in stagione) suo successore come giocatore-manager. In maniera simile, l'ex stella Walter Johnson si era ritirato nel 1932 da manager dei Senators in favore del giovane interbase Joe Cronin, anch'egli divenuto allenatore-manager. McGraw seguì le World Series dalle tribune, morendo quattro mesi dopo.
I Senators erano la squadra sorpresa del 1933, interrompendo un monopolio di sette anni nella AL detenuto dai New York Yankees e i Philadelphia Athletics dal 1926 al 1932. La città di Washington non avrebbe fatto ritorno alle World Series fino al 2019.

## Sommario
New York ha vinto la serie, 4-1.
| Gara | Data      | Risultato                                                | Stadio           | Tempo | Pubblico |
| ---- | --------- | -------------------------------------------------------- | ---------------- | ----- | -------- |
| 1    | 3 ottobre | Washington Senators – 2, New York Giants – 4             | Polo Grounds     | 2:07  | 46.672   |
| 2    | 4 ottobre | Washington Senators – 1, New York Giants – 6             | Polo Grounds     | 2:09  | 35.461   |
| 3    | 5 ottobre | New York Giants – 0, Washington Senators – 4             | Griffith Stadium | 1:55  | 25.727   |
| 4    | 6 ottobre | New York Giants – 2, Washington Senators – 1 (11 inning) | Griffith Stadium | 2:59  | 26.762   |
| 5    | 7 ottobre | New York Giants – 4, Washington Senators – 3 (10 inning) | Griffith Stadium | 2:38  | 28.454   |

## Hall of Famer coinvolti
- Giants: Carl Hubbell, Travis Jackson, Mel Ott, Bill Terry
- Senators: Joe Cronin, Goose Goslin, Heinie Manush, Sam Rice